# Firuzabade
Firuzabade (فيروزآباد em persa) é a capital do condado de Firuzabade, na província de Fars, no Irã(o). Localiza-se 110 quilômetros ao sul de Xiraz.
A cidade moderna localiza-se a 3 km a leste da antiga cidade de Gor, fundada na época do Império Sassânida.

## História
A cidade começou a ser chamada Firuzabade no século X; anteriormente era conhecida como Gor (ou Gur) e Ardaxir-Corra ("Glória de Ardaxir"). As fontes históricas coincidem em afirmar que a cidade foi fundada no século III por Artaxer I, fundador do Império Sassânida. Artaxer era um líder local que unificou o sul do Irã, que à época era parte do Império Parta. A fundação da cidade por Artaxer foi uma clara violação das prerrogativas reais, o que pode ter precipitado a batalha decisiva contra Artabano IV em 224, a derrota deste e o começo da dinastia sassânida.
A cidade criada por Artaxer tinha a forma de um círculo perfeito, de 1,9 km de diâmetro, dividida radialmente por vinte ruas e contendo ainda várias ruas concêntricas. Era cercada por uma muralha dupla com fosso e quatro portões. No interior, outra muralha definia um setor provavelmente ocupado por edifícios públicos. A maioria dos edifícios, incluídas as muralhas, foram construídas com tijolos de barro, o que dificultou a preservação das antigas estruturas. Também a zona extra-muros ao redor da cidade redonda foi organizada de maneira radial, como evidenciado por restos de canais, muros e edifícios que se estendem até 10 km do centro da antiga cidade.